# Montfort (Pyrénées-Atlantiques)
Montfort település Franciaországban, Pyrénées-Atlantiques megyében. Lakosainak száma 189 fő (2022. január 1.). Montfort Araujuzon, Barraute-Camu, Gestas, Laàs, Narp, Rivehaute, Saint-Gladie-Arrive-Munein és Tabaille-Usquain községekkel határos.

## Népesség
A település népességének változása:
| Lakosok száma | 185  | 188  | 186  | 181  | 179  | 178  | 176  | 183  | 189  |
|               | 2013 | 2015 | 2016 | 2017 | 2018 | 2019 | 2020 | 2021 | 2022 |